# 轡之柔矣
《轡之柔矣》是一首先秦逸詩，篇名見於《左傳·襄公二十六年》，詩句見於《逸周書·太子晉》所引。原文僅保留一章六句：“馬之剛矣，轡之柔矣。馬亦不剛，轡亦不柔。志氣麃麃，取予不疑。”內容藉由馬和馬轡說明剛强與柔弱的辯證關係，風格與《詩經》相仿。
以此詩為典故，“柔轡”一詞為後世所沿用。